# San Miguel del Río (kommun)
San Miguel del Río är en kommun i Mexiko.   Den ligger i delstaten Oaxaca, i den sydöstra delen av landet, 400 km sydost om huvudstaden Mexico City.
Följande samhällen finns i San Miguel del Río:
- San Miguel del Río